# ميدان الطرف الأغر
ميدان ترفلغار أو طرف الغار أو الطرف الأغر (بالإنجليزية: Trafalgar Square)‏. ميدان يقع في قلب لندن، وتعد من أهم الوجهات السياحية والتاريخية في بريطانيا عامة ولندن خاصة، وكانت تعتبر مركز للتظاهرات والاحتجاجات والاعتصامات. يمثل ساحة عامة في حي وستمنستر وسط لندن، تأسس في أوائل القرن التاسع عشر حول المنطقة المعروفة سابقًا باسم تشارينغ كروس. يخلد اسم الميدان ذكرى معركة طرف الغار، الانتصار البحري البريطاني في الحروب النابليونية على فرنسا وإسبانيا التي وقعت في 21 أكتوبر 1805 قبالة ساحل كيب ترافالغار. كان الموقع المحيط بميدان ترافالغار معلمًا هامًا منذ فترة القرن الثالث عشر. لعدة قرون كانت المسافات التي تم قياسها من تشارينغ كروس بمثابة علامات للمواقع. كان موقع الميدان الحالي يحتوي سابقًا على فناء اسطبلات الملك المصمم بشكل متقن. بعد أن نقل الملك جورج الرابع الاسطبلات إلى قصر باكنغهام، أعاد جون ناش تطوير المنطقة لكن التقدم كان بطيئًا بعد وفاته، ولم يفتح الميدان حتى عام 1844. عمود نيلسون الذي يبلغ ارتفاعه 169 قدمًا (52 مترًا) الذي يقع في وسطه محروس بأربعة تماثيل لأسود. يشغل عدد من التماثيل والمنحوتات التذكارية الميدان، لكن القاعدة الرابعة التي تُركت فارغة منذ عام 1840 استضافت اشكالا من الفن المعاصر منذ عام 1999. ومن المباني البارزة التي تواجه الميدان المعرض الوطني، كنيسة سانت مارتن ان ذا فيلدز، مفوضية كندا، ومفوضية جنوب أفريقيا. تم استخدام الميدان للتجمعات والمظاهرات السياسية بما في ذلك الأحد الدامي في عام 1887 وذورة أول مسيرة ألدرماستون والاحتجاجات المناهضة للحرب والحملات ضد تغير المناخ. تتبرع النرويج بشجرة عيد الميلاد للميدان منذ عام 1947 ويتم وضعها لمدة اثني عشر يومًا قبل وبعد يوم عيد الميلاد. يعد الميدان مركزًا للاحتفالات السنوية في ليلة رأس السنة الجديدة كما انه اشتهر بالحمام الوحشي حتى طردها في أوائل القرن الحادي والعشرين.

## التسمية
الطرف الأغر سميت بهذا الاسم نسبة إلى معركة الطرف الأغر البحرية والتي دَمّر فيها الأسطول البريطاني أسطولي فرنسا وإسبانيا وقعت في 21 أكتوبر 1805م وهي تمثل أحد أهم الانتصارات البحرية البريطانية خلال الحروب النابليونية التي قامت ضد كلا من فرنسا وإسبانيا التي قبالة ساحل كيب ترافالغار، جنوب غرب إسبانيا. على الرغم من عدم تسميته بهذا الاسم حتى عام 1835 اسم "ترافالغار" هو كلمة إسبانية من أصل عربي، مشتق إما من طرف الغار (طرف الغار "رأس الكهف / الغار") *** أو طرف الغرب (طرف الغرب " رأس الغرب ').

## الجغرافيا
ميدان ترافالغار مملوك من قبل الملكة تحت ملكية التاج الملكي وتديره سلطة لندن الكبرى، بينما يمتلك مجلس مدينة ويستمنستر الطرق المحيطة بالميدان، بما في ذلك منطقة المشاة في التيراس الشمالي كما يحتوي الميدان على منطقة مركزية كبيرة بها طرق من ثلاث جهات والتيراس في الشمال أمام المعرض الوطني. تشكل الطرق المحيطة بالمربع جزءًا من A4  وهو طريق رئيسي يمتد غرب مدينة لندن.كان في الأصل وجود طرق من جميع الجوانب الأربعة، سارت حركة المرور في كلا الاتجاهين حول الميدان حتى تم إدخال نظام الدوران في اتجاه واحد في اتجاه عقارب الساعة في 26 أبريل 1926. الأعمال المنجزة في 2003 قللت من عرض الطرق وأغلقت الجانب الشمالي أمام حركة المرور. يقع عمود نيلسون في الوسط وتحيط به نافورات صممها السير إدوين لوتينز بين عامي 1937 و 1939 وتحرسه أربعة أسود برونزية ضخمة منحوتة من قبل السير إدوين لاندسير.يوجد في الجزء العلوي من العمود تمثال لنيلسون الذي قاد البحرية البريطانية في معركة طرف الغار.يحيط بالميدان المعرض الوطني على الجانب الشمالي وكنيسة سانت مارتن إن ذا فيلدز من الشرق. يقع مبني المفوضية العليا لجنوب افريقيا أيضًا في الشرق ويواجهه عبر الميدان مفوضية العليا لكندا. يقع طريق المول في الجنوب الغربي والذي يؤدي إلى قصر باكنغهام عبر طريق أدميرالتي آرش بينما يقع وايت هول في الجنوب وستراند إلى الشرق. يمر طريق تشارينغ كروس بين المعرض الوطني والكنيسة. محطة تشارينغ كروس التي تقع على خطوط نورثرن وباكرلو لها مخرج في الميدان. كان للخطوط محطات منفصلة منها خط باكرلو الذي كان يسمى ميدان ترافالغار حتى تم ربطها وإعادة تسميتها في عام 1979 كجزء من بناء خط اليوبيل والذي تم تغيير مساره إلى وستمنستر في عام 1999. محطات مترو الأنفاق القريبة الأخرى هي إمبانكمينت التي تربط خطوط ديستريكت سيركل، نورثرن وباكرلو، وليستر سكوير على خطوط نورثرن وبيكاديللي.

## التاريخ

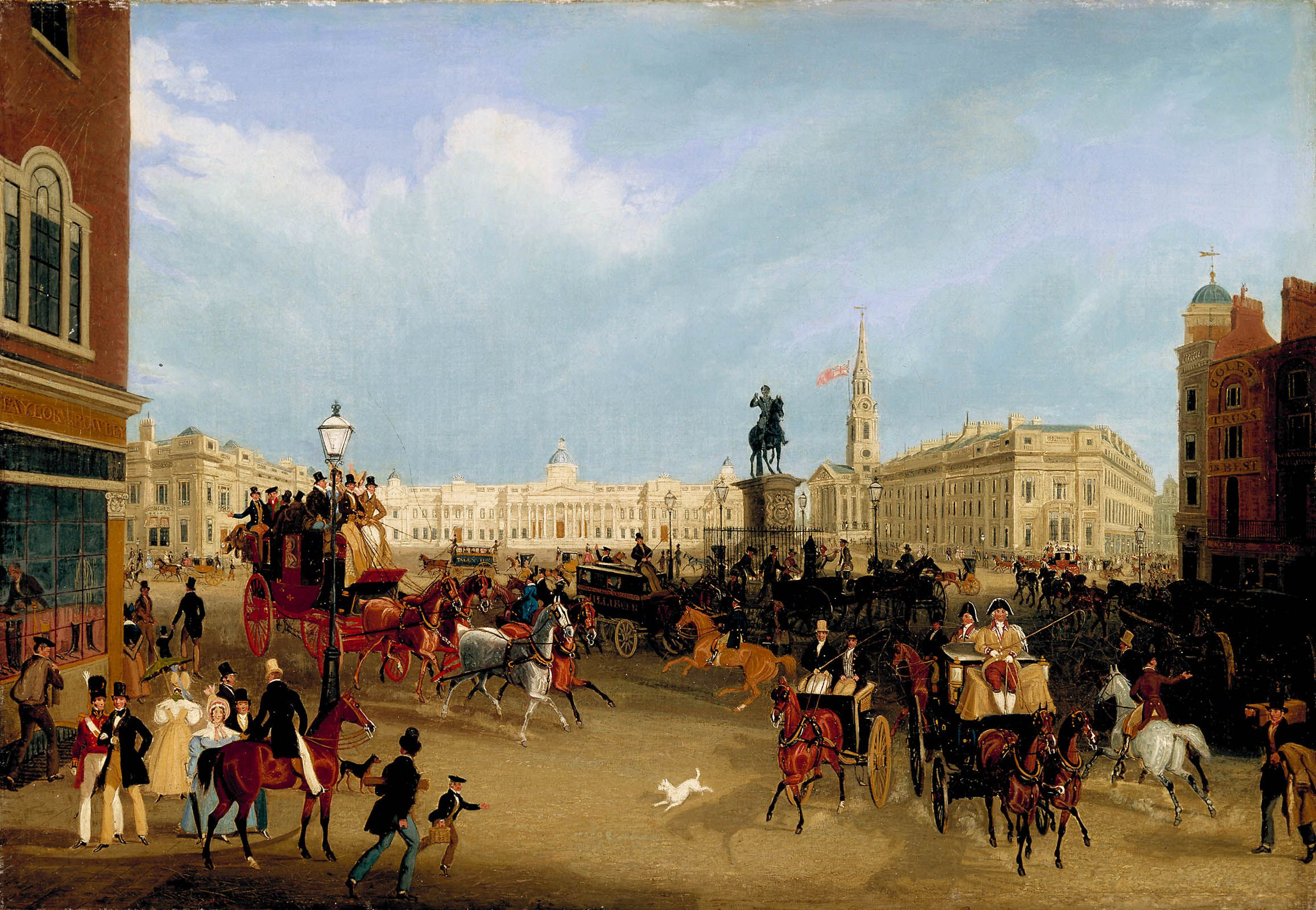

كشفت أعمال البناء على الجانب الجنوبي من الميدان في أواخر الخمسينيات عن رواسب من العصر الجليدي الأخير. ومن بين النتائج التي تم العثور عليها بقايا أسود الكهوف ووحيد القرن والفيلة ذات الأنياب المستقيمة وفرس النهر.كان الموقع مهمًا منذ القرن الثالث عشرحيث خلال فترة حكم إدوارد الأول استضافت اسطبلات الملك، التي تمتد شمالًا من تقاطعT في الجنوب وتشارينغ كروس حيث يلتقي ستراند الخارج من المدينة مع بوايتهول القادم من الشمال من وستمنستر.من عهد ريتشارد الثاني إلى عهد هنري السابع، كانت الاسطبلات في الطرف الغربي من ستراند. يأتي اسم "Royal Mews" من الحفاظ علي الصقور هنا من أجل طرح وتغير ريشه. "Mew" هي كلمة قديمة لهذا. بعد حريق في عام 1534اعيد بناء إسطبلات وظلت هناك حتى نقلها جورج الرابع إلى قصر باكنغهام.

### الإزالة والتطوير
بعد عام ١٧٣٢قسمت الاسطبلات الملكية إلى الاسطبلات الكبيرة والصغرى باسم الاسطبلات الخضراء ناحية الشمال بجوار إسطبلات التاج (وهي بنايات كبيرة بنيت وفق تصاميم وليام كينت. ويشغل المعرض الوطني موقعه حاليا.وفي عام ١٨٢٦ أصدر مفوضو الهيئة الملكية لادارة ارض واملاك التاج الملكي تعليمات إلى جون ناش لوضع خطط لإزالة منطقة كبيرة تقع جنوب اسطبلات كينت وإلى الشرق الأقصى حتى شارع سان مارتن. تركت خططه المنطقة بأكملها مفتوحة لما أصبح فيما بعد ميدان ترافالغار باستثناء مبني واحد في المركز، كان تركه لبناء مبني جديد للأكاديمية الملكية وشملت الخطط هدم وإعادة تطوير المباني بين شارع سانت مارتن وشارع ستراند وبناء طريق (يسمى الآن شارع دانكانون) مرورا بساحة  كنيسة (سانت مارتن إن- فيلدز)وقد صدر قانون تشارينغ كروس في عام ١٨٢٦ وبدأ عمليات الإزالة بعد ذلك بوقت قصير وقد توفي ناش بعد فترة قصيرة من بدء أعمال البناء مما أعاق التقدم في عملية البناء. وكان من المقرر تسمية الميدان باسم ويليام الرابع ملك المملكة المتحدة الذي يحيي ذكرى توليه العرش في عام ١٨٣٠. وفي حوالي عام ١٨٣٥ تقرر تسمية الميدان باسم معركة طرف الغار كما اقترح المهندس المعماري جورج ليدويل تايلور إحتفالا بانتصار هوراشيو نيلسون على الفرنسيين والأسبان في عام ١٨٠٥ خلال الحروب النابليونية  بعد عملية الإزالة تقدمت عملية التطوير ببطء. وقد بني المعرض الوطني على الجانب الشمالي بين عامي ١٨٣٢ و١٨٣٨ بتصميم من ويليام ويلكينس. وفي عام ١٨٣٧وافقت وزارة الخزانة على تصميم ويلكينس للميدان، ولكن لم يتم تنفيذها. وفي أبريل ١٨٤٠ بعد وفاة ويلكينس قبلت تصاميم جديدة لتشارلز باري. ثم بدأت أعمال البناء في غضون أسابيع. بالنسبة لباري كما كان بالنسبة لويلكينس كان الاهتمام الرئيسي هو زيادة التأثير البصري للمعرض الوطني الذي كان موضع انتقاد واسع بسبب افتقاره إلى العظمة. وعلج الموقع المنحدر المعقد بحفر المنطقة الرئيسية إلى مستوى رصيف المشاة بين شارع كوكسبور وشارع ستراند وبناء تيراس عالي  بارتفاع ٤.٦ أمتار (١٥ قدما)و ذلك (مع طريق على الجانب الشمالي) بسلالم في كل طرف تؤدي إلى الطابق الرئيسي. وقد اقترح ويلكينس حلا مماثلا مع سلسلة من السلالم المركزية  وقد تم توفير قواعد للتحف ومنصات للإضاءتها. كل الأعمال الحجرية كانت من جرانيت أبردين.وفي سنة ١٨٤١ تقرر ادراج نافورتين في التصميم. وبلغت الميزانية المقدرة، باستثناء أعمال الرصف والمنحوتات، 11000 جنيه إسترليني أستخدمت التربة التي أزيلت في تسوية ارض حديقة غرين بارك.كان ارضية الميدان في الأصل مرصوفة بمادة التارماكادم التي استبدلت بالاحجار في عشرينيات القرن الماضي فتح ميدان ترافالغار أمام الجمهور في ١ مايو ١٨٤٤.

#### عمود نيلسون

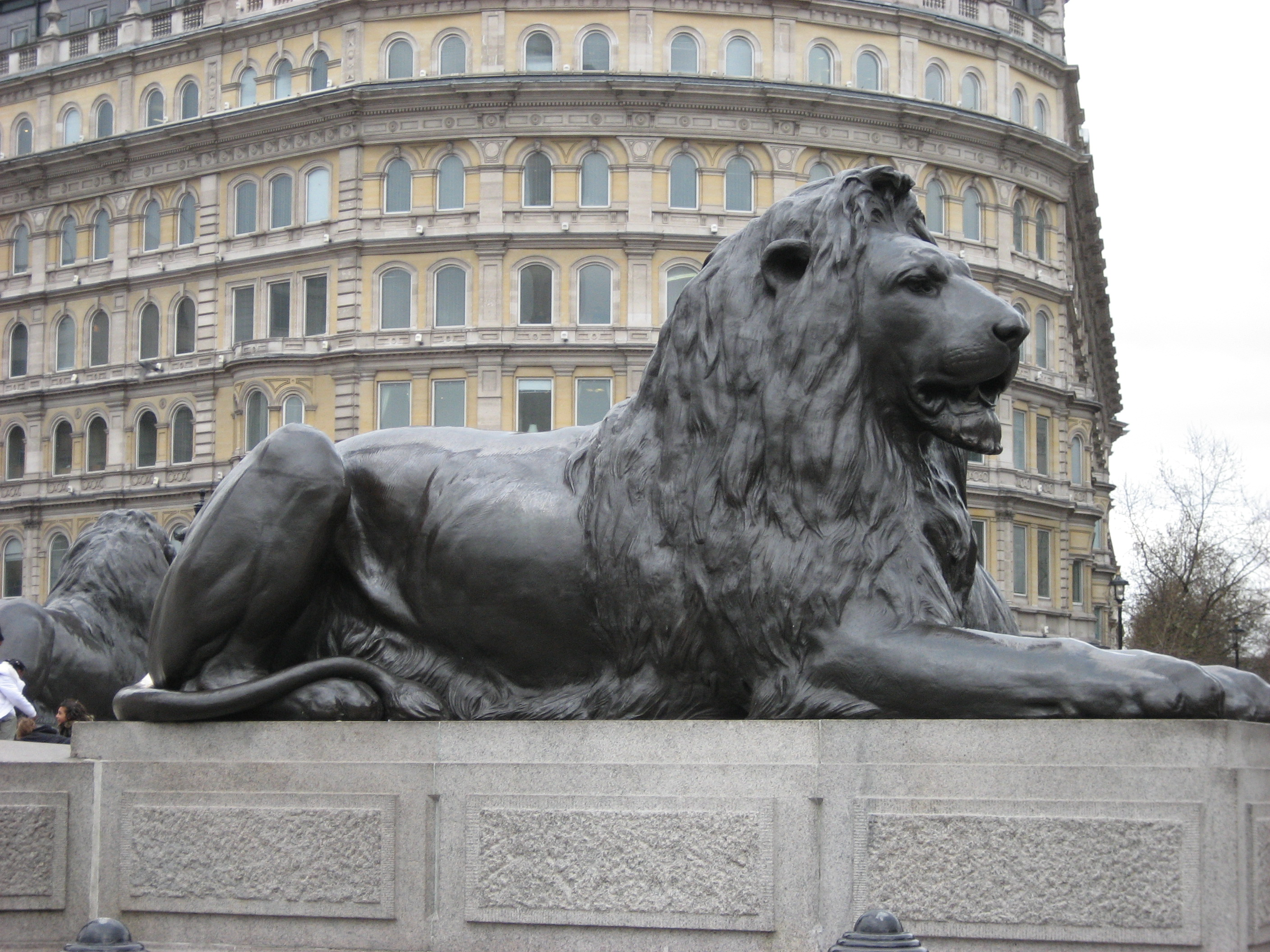
احد الاسود المنحوتة في الميدان

تم التخطيط لعمود نيلسون بشكل مستقل عن تصميم باري. في عام ١٨٣٨ اتصلت لجنة نيلسون التذكارية بالحكومة واقترحت إقامة نصب تذكاري لانتصار ترافالغار بتمويل من الاشتراكات العامة علي ان يوضع في الميدان. وقد اقيمت مسابقة فاز بها المعماري وليام رايلتون الذي اقترح عمود بنظام كورنثي طوله ٢١٨ قدم و٣ بوصات (٦٦.٥٢ متر) ويتقدم تمثال نيلسون ويحرسه أربعة أسود منحوتة امام العمود. وقد تمت الموافقة على التصميم ولكنه تلقى اعتراضات عديدة  من الجمهور. وقد مضت أعمال البناء قدما في عام ١٨٤٠ ولكن مع انخفاض الارتفاع إلى ١٤٥ قدما و3بوصات (٤٤.٢٧ متر).واكتمل العمود ورفع التمثال في نوفمبر ١٨٤٣.ولم يكتمل آخر النقوش البرونزية على قاعدة العمود حتى مايو ١٨٥٤ ولم تضف الاسود الاربعة رغم انها جزء من التصميم الاصلي الا في ١٨٦٧.يزن كل أسد سبعة أطنان. واستمر تجميعهم حول قاعدة عمود نيلسون لعدة سنوات وبقيت بعض السقالات العليا في مكانها. وطلب النحات لاندسير إحضار أسد مات في حديقة حيوان لندن إلى الأستوديو الخاصة به. استغرق وقتا طويلا حتى انتهى من الرسومات بدأت جثته تتحلل وبعض اجزاء من الرسومات كانت مرتجلة فقد كانت التماثيل لها كفوف تشبه القطط أكثر من الأسود.باري كان غير سعيد لوضع عمود نيلسون في الميدان. وفي يوليه ١٨٤٠عندما وضعت أساساته قال للجنة برلمانية «إنه من المستحب في رأيي أن تكون المنطقة خالية تماما من جميع الأشياء الفنية المعزولة»                 وفي عام ١٩٤٠ وضعت قوات الأمن النازية (شوتزشتافل)خططا سرية لنقل عمود نيلسون إلى برلين بعد غزو ألماني متوقع على نحو ما ذكره نورمان لونجمات في كتاب (إذا سقطت بريطانيا) (١٩٧٢).تم إدراج الميدان في الدرجة الأولى في سجل الحدائق والمتنزهات التاريخية منذ عام 1996.

#### إعادة التطوير
وأنجزت في عام ٢٠٠٣ عملية كبرى لإعادة تطوير الميدان لمدة ١٨ شهرا بقيادة شركة آتكينز مع شركة فوستر آند بارتنرز للاستشارات الفرعية. وشمل العمل إغلاق الطريق المتجه نحو الشرق على طول الجانب الشمالي وتحويل حركة المرور حول الجوانب الثلاثة الأخرى من الميدان، وازالة وسط الجزء الشمالي من الجدار الحاجز، وإدخال مجموعة واسعة من السلالم إلى التيراس أمام المعرض الوطني. ويشمل البناء مصعدين لوصول المعاقين ومراحيض عامة ومقهى. وكان العبور بين الساحة والمعرض بواسطة الركنين الشمالي الشرقي والشمالي الغربي.

## الاثار والمنحوتات

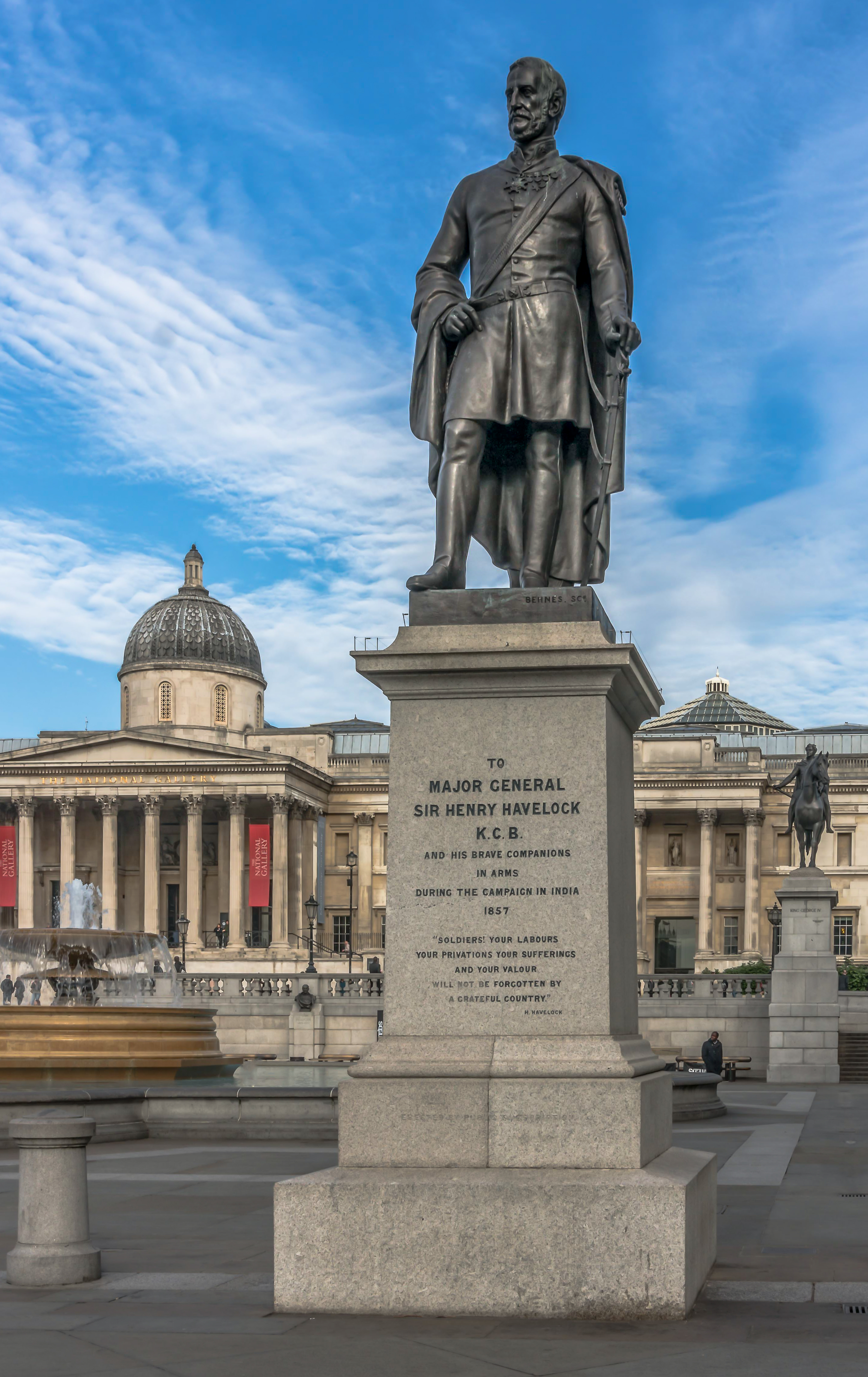
تمثال هنري هافلوك

- تمثال هنري هافلوكالقاعدات                                                                                                                           وقد وفر مخطط باري قاعدتين لمنحوتات في الجانب الشمالي من الميدان.[17] تمثال فروسية من البرونز لجورج الرابع من تصميم السير فرانسيس ليغات تشانتري كان من المفترض أن يوضع على قمة قوس الرخام لكن تم تركيبه على القاعدة الشرقية في عام ١٨٤٤بينما بقيت القاعدة الآخرى خالية حتى أواخر القرن العشرين. وهناك تمثالان آخران على قاعدتين وكلاهما تم تركيبه خلال القرن التاسع عشر: تمثال جورج كانون آدمز للجنرال السير تشارلز جيمس نابير في الركن الجنوبي الغربي في عام ١٨٥٥، وتمثال وليام بهنس للواء السير هنري هافلوك في الركن الجنوب الشرقي في عام ١٨٦١. في عام ٢٠٠٠  اقترح عمدة لندن كين ليفينغستون استبدال التماثيل بشخصيات معروف بين عامة الناس.
- القاعدة الرابعة                                                                                                                                 وفي القرن الحادي والعشرين أستخدمت القاعدة الفارغة في الركن الشمالي الغربي من الميدان «القاعدة الرابعة» لإظهار الأعمال الفنية المؤقتة. وقد بدات الجمعية الملكية للفنون خطة باري واستمرت في تنفيذها لجنة القاعدة الرابعة المعينة  رئيس بلدية لندن.

## التاثير الثقافي
إطلق ليغو مجسمات هندسية مصنوعة على نفس تصميم ميدان ترافالغار في عام ٢٠١٩. ويحتوي على نماذج من المعرض الوطني وعمود نيلسون إلى جانب الأسود المصغرة، والنفورتين، والحافلات ذات الطابقين. ميدان ترافلغار هو أحد الميادين في لعبة مونوبولي النسخة البريطانية التقليدية. يقع الميدان في المنطقة الحمراء بجانب شارع ستراند وفليت ستريت. العديد من المشاهد في رواية (١٩٨٤)لجورج أورويل تجري في ميدان ترافالغار الذي أعيد تسميته (ميدان النصر) من قبل النظام الاستبدادي في القصة والذي يسطير عليه تمثال الأخ الأكبر الذي حل محل نيلسون في الرواية.

## ميادين أخرى بنفس الاسم
وقد أطلق على ميدان الأبطال الوطني في بريدج تاون بربادوس اسم ميدان ترافالغار في عام ١٨١٣ قبل تسميته البريطانية المعروفة. أعيد تسميته في عام ١٩٩٩ لإحياء ذكرى الأبطال الوطنيين لبربادوس يوجد نسخة عن الميدان في بلدة بحرية، لاهور، باكستان حيث يشكل مركز جذب سياحي ومركز للسكان المحليين.

## أحداث وموجودات
يشار إلى ان ميدان «الطرف الاغر» وقف شاهدا على معركة بحرية كبرى اسفرت عن انتصار كبير للأسطول البريطاني بقيادة الأميرال هوراشيو نيلسون على قوة بحرية فرنسية إسبانية مشتركة يوم 21 أكتوبر (تشرين الأول) من عام 1805. وتشكل زاويتها الجنوبية الشرقية عندما يعرف بـ«تشارينغ كروس» نقطة مركز لندن. وقد خلّد البريطانيون هذا الانتصار بأن أطلقوا اسم المعركة على هذه الساحة الفسيحة الجميلة التصميم والمحاطة بمبان أضحت كلها تقريباً من أشهر المعالم السياحية والمعمارية في بريطانيا وأوروبا. ولكن لا شك في أن المعلم الأهم والأشهر هو «عمود نيلسون» الذي يعلوه تمثال للقائد الذي توفي في اللحظات الأخيرة من انتصاره التاريخي المدوّي. وأما «عمود نيلسون» الذي يتوسط الساحة تحف به نوافير المياه، فصممه مهندس معماري شهير ثالث هو السير إدوين لاتشنز عام 1939، بينما ترك أمر نحت الأسود البرونزية الأربعة الضخمة التي تحرسه للنحات السير إدوين لاندسير. وثمة ناحيتان طريفتان تتعلقان بالعمود والأسود. الأولى أنه يقال إن البرونز الذي صنعت منه الأسود واللوحات المنحوتة على قاعدة العمود صنعت من المعدن المسيّل من المدافع والدانات الفرنسية في تلك المعركة، والثانية أن لاندسير عندما باشر نحت أقدام الأسود اعتمد على شكل أقدام كلب لأنه لم يسبق له أن رأى أقدام أسد.